# Hypsicera femoralis
Hypsicera femoralis är en stekelart som först beskrevs av Geoffroy 1785.  Hypsicera femoralis ingår i släktet Hypsicera och familjen brokparasitsteklar. Arten är reproducerande i Sverige. Inga underarter finns listade i Catalogue of Life.